# Přebor Zlínského kraje 2014/2015
V soubojích 27. ročníku Přeboru Zlínského kraje 2014/15 (jedna ze skupin 5. fotbalové ligy) se utkalo 14 týmů každý s každým dvoukolovým systémem podzim–jaro. Tento ročník začal v sobotu 9. srpna 2014 úvodními čtyřmi zápasy 1. kola a skončil v sobotu 13. června 2015 zbývajícími šesti zápasy 26. kola.

## Nové týmy v sezoně 2014/15
- Z Divize D 2013/14 ani z Divize E 2013/14 nesestoupilo do Přeboru Zlínského kraje žádné mužstvo.
- Ze skupin I. A třídy Zlínského kraje 2013/14 postoupila mužstva FC Vsetín (vítěz skupiny A), TJ Kelč (4. místo ve skupině A) a SK Baťov 1930 (8. místo ve skupině B).

## Konečná tabulka
Zdroje: 
| Poř. | Tým                      | Z  | V  | R     | P  | VG | OG | B   |
| ---- | ------------------------ | -- | -- | ----- | -- | -- | -- | --- |
| 1.   | FC Vsetín (N)            | 26 | 21 | 0 / 1 | 4  | 70 | 23 | 64  |
| 2.   | SK Boršice               | 26 | 17 | 4 / 0 | 5  | 64 | 35 | 59  |
| 3.   | SFK ELKO Holešov         | 26 | 16 | 3 / 3 | 4  | 55 | 27 | 57  |
| 4.   | FC Rožnov pod Radhoštěm  | 26 | 13 | 2 / 2 | 9  | 41 | 28 | 45  |
| 5.   | FC RAK Provodov          | 26 | 11 | 4 / 2 | 9  | 67 | 54 | 43  |
| 6.   | FC Morkovice             | 26 | 10 | 5 / 2 | 9  | 44 | 41 | 42  |
| 7.   | FK Luhačovice            | 26 | 10 | 2 / 2 | 12 | 54 | 51 | 36' |
| 8.   | FK Bystřice pod Hostýnem | 26 | 9  | 2 / 5 | 10 | 40 | 39 | 36  |
| 9.   | SK Baťov 1930 (N)        | 26 | 10 | 1 / 3 | 12 | 37 | 48 | 35  |
| 10.  | FK Vigantice             | 26 | 9  | 1 / 4 | 12 | 43 | 49 | 33  |
| 11.  | FC Fryšták               | 26 | 7  | 2 / 5 | 12 | 38 | 45 | 30  |
| 12.  | FK Chropyně              | 26 | 8  | 1 / 2 | 15 | 45 | 57 | 28  |
| 13.  | TJ Kelč (N)              | 26 | 6  | 3 / 2 | 15 | 32 | 61 | 26  |
| 14.  | SK Vizovice              | 26 | 2  | 3 / 0 | 21 | 18 | 90 | 12  |

Poznámky:
- Z = Odehrané zápasy; V = Vítězství; R = Remízy; P = Prohry; VG = Vstřelené góly; OG = Obdržené góly; B = Body; (S) = Mužstvo sestoupivší z vyšší soutěže; (N) = Mužstvo postoupivší z nižší soutěže (nováček)
- 2014/15: Od tohoto ročníku se hraje ve Zlínském kraji tímto způsobem: Pokud zápas skončí nerozhodně, kope se penaltový rozstřel. Jeho vítěz bere 2 body, poražený pak jeden bod. Za výhru po 90 minutách jsou 3 body, za prohru po 90 minutách není žádný bod.

|  | Postup do Divize E 2015/16                              |
|  | Sestup do I. A třídy Zlínského kraje – sk. A 2015/16    |
|  | Přihláška do I. B třídy Zlínského kraje – sk. A 2015/16 |